# The Nexus (album)
The Nexus – drugi album studyjny zespołu muzycznego Amaranthe. Wydawnictwo ukazało się 13 marca 2013 roku nakładem wytwórni muzycznej Spinefarm Records. Nagrania zostały zarejestrowane pomiędzy 24 września, a 24 listopada 2012 roku w Jacob Hansen Studios w Danii i Amaranthe Studios w Szwecji.
Płyta była promowana teledyskami do utworów "The Nexus", "Burn with Me" i "Invincible".

## Lista utworów
Opracowano na podstawie materiału źródłowego.
| Nr  | Tytuł utworu           | Autorzy                            | Długość |
| --- | ---------------------- | ---------------------------------- | ------- |
| 1.  | „Afterlife”            | Olof Mörck, Jake E Berg, Elize Ryd | 03:14   |
| 2.  | „Invincible”           | Olof Mörck, Jake E Berg, Elize Ryd | 03:11   |
| 3.  | „The Nexus”            | Olof Mörck, Jake E Berg, Elize Ryd | 03:16   |
| 4.  | „Theory of Everything” | Olof Mörck, Jake E Berg, Elize Ryd | 03:34   |
| 5.  | „Stardust”             | Olof Mörck, Jake E Berg, Elize Ryd | 03:08   |
| 6.  | „Burn with Me”         | Olof Mörck, Jake E Berg, Elize Ryd | 04:00   |
| 7.  | „Mechanical Illusion”  | Olof Mörck, Jake E Berg, Elize Ryd | 04:01   |
| 8.  | „Razorblade”           | Olof Mörck, Jake E Berg, Elize Ryd | 03:05   |
| 9.  | „Future on Hold”       | Olof Mörck, Jake E Berg, Elize Ryd | 03:17   |
| 10. | „Electroheart”         | Olof Mörck, Jake E Berg, Elize Ryd | 03:48   |
| 11. | „Transhuman”           | Olof Mörck, Jake E Berg, Elize Ryd | 03:55   |
| 12. | „Infinity”             | Olof Mörck, Jake E Berg, Elize Ryd | 03:05   |
| 13. | „Hunger” (Remix)       | Olof Mörck, Jake E Berg, Elize Ryd | 03:17   |
|     |                        |                                    | 44:51   |